# Борщёвская городская община
Борщёвская городская община (укр. Борщівська міська громада) — территориальная община в Чортковском районе Тернопольской области Украины.
Административный центр — город Борщёв.
Население составляет 29874 человека. Площадь — 409,6 км².
В соответствии с распоряжением Кабинета Министров Украины от 12 июня 2020 года, в состав общины вошла территория Борщёвского городского совета, а также Бабинецкого, Верхняковского, Высичанского, Волковецкого, Глубочецкого, Жилинского, Королёвского, Кривченского, Лановецкого, Мушкатовского, Озерянского, Пилатковского, Пищатинского, Сапоговского, Сковятинского, Стрелковецкого, Цыганского и Шупарского сельских советов упразднённого Борщёвского района.

## Населённые пункты
В состав общины входят 1 город и 25 сёл:
- Город Борщёв
- Бабинецкий старостинский округ:
  - Бабинцы
- Верхняковский старостинский округ:
  - Верхняковцы
- Волковецкий старостинский округ:
  - Волковцы
- Высичанский старостинский округ:
  - Высичка
- Глубочецкий старостинский округ:
  - Глубочок
- Королёвский старостинский округ:
  - Королёвка
- Кривченский старостинский округ:
  - Кривче
- Лановецкий старостинский округ:
  - Козаччина
  - Лановцы
  - Тулин
- Мушкатовский старостинский округ:
  - Мушкатовка
  - Слободка-Мушкатовская
- Озерянский старостинский округ:
  - Констанция
  - Озеряны
- Пилатковский старостинский округ:
  - Грабовцы
  - Жилинцы
  - Пилатковцы
- Пищатинский старостинский округ:
  - Пищатинцы
- Сапоговский старостинский округ:
  - Сапогов
- Сковятинский старостинский округ:
  - Сковятин
  - Шишковцы
- Стрелковецкий старостинский округ:
  - Стрелковцы
- Цыганский старостинский округ:
  - Цыганы
- Шупарский старостинский округ:
  - Худиевцы
  - Шупарка